# DesignCare
DesignCare est un gala de charité organisé annuellement par HollyRod Foundation (en) depuis 1998 aux États-Unis. Il a pour but premier de lever des fonds en faveur des familles de personnes atteintes d’autisme ou de Parkinson. Lors de cet évènement, des prix sont remis à des personnalités et des entreprises œuvrant dans le milieu caritatif. Un défilé de mode et une vente aux enchères closent la soirée. Le plus haut montant que cette vente s’élève à 700.000 dollars pour le gala du 27 juillet 2019.
Une des particularités de cet évènement est qu’il est très sélect : majoritairement des personnalités du monde artistiques, de la médecine, politique, des affaires et des médias sont présentes. Le lieu de la manifestation n’est communiqué que dans les derniers jours précédant l’évènement.
Parmi les personnalités présentes lors de cet événement, on retrouve : Raven-Symoné, Arsenio Hall, Samuel L. Jackson, Tina Knowles-Lawson, Smokey Robinson, Mason Ewing, Skai Jackson, Robi Reed (en), Donald Trump entre autres.
Chaque année, la présentation est faite par Holly Robinson-Peete et son mari Rodney Peete, qui sont aussi les fondateurs de HollyRod Foundation.

## Éditions
Voici la liste des éditions organisées depuis 2012 :

### 2012
Le gala se tient au manoir de Wayne Hughes et Patricia Whitfield à Malibu.
- Couturier : Sue Wong
- Concert : Ricky Minor, Jeffrey Osborne et Natalie Cole
- Lauréats :
  - Prix HollyRod Corporate Compassion : Gerald Storch
  - Prix Prix HollyRod Champion : Toys “R” Us
  - Prix Matthew T. Robinson Jr. of Courage : Brian Grant

### 2013
Le 15e DesignCare est célébré le 27 juillet 2014 à Malibu, en résidence privée.
- Couturier : Rubin Singer
- Concert : Ne-Yo
- Lauréats :
  - Prix HollyRod “Assume” Mother of the Year : Tisha Campbell-Martin
  - Prix HollyRod4Kids Champion : Jordan Pattillo
  - Prix HollyRod Corporate Compassion : Jim Mitchell
  - Prix Matthew T. Robinson, Jr. of Courage : John Ball
  - Prix HollyRod Advocacy Hero Award : Michael Strautmanis

### 2014
DesignCare 2014 est organisé à The LOT Studios à Los Angeles, dans le quartier de West Hollywood.
- Couturier : Michael Costello
- Concert : Naturally 7
- Lauréats :
  - Prix HollyRod Young Compassionate Entrepreneur : Serena Esformes
  - Prix HollyRod Corporate Compassion : FedEx
  - Prix HollyRod Angel on the Path : Pamela Wiley et Izzy Paskowitz
  - Prix Matthew T. Robinson, Jr. of Courage : Ben Petrick
  - Prix HollyRod Autism Champion : Anthony Starego

### 2015
Cette année, le gala se déroule à The LOT Studios dans le quartier West Hollywood à Los Angeles.
- Couturier : Adolfo Sanchez
- Concert : Kimberly Nichole et Jussie Smollett
- Lauréats :
  - Prix HollyRod Corporate Compassion : Jessica Herrin
  - Prix HollyRod Angel of Path : Amy & Russell Meyerowitz
  - Prix HollyRod Autism Champion : Dillan Barmache et Vincente King

### 2016
L’édition 2016 s’est tenue le 16 juillet dans la residence du boxeur Sugar Ray Leonard à Los Angeles.
- Couturier : Michael Costello
- Concert : Ledisi et Josh Ledet
- Lauréats :
  - Prix HollyRod Angel on the Path : Chris Paul
  - Prix HollyRod Corporate Compassion : Laysha Ward
  - Prix HollyRod Autism Champion : Latonzia Montgomery et Kevin Keller

### 2017
Organisée le 15 juin 2017, cette édition s’est tenue chez le boxeur Sugar Ray Leonard dans le quartier de Pacific Palissades à Los Angeles. Durant la vente aux enchères, deux billets pour le Super Bowl sont à pourvoir.
- Couturier : Rubin Singer
- Concert : Alisan Porter
- Lauréats :
  - Prix Matthew T. Robinson of Courage : Linda Ronstandt
  - Prix HollyRod Humanitarian : Sugar Ray Leonard
  - Prix The Angel on the Path : Karen E. Smith
  - Prix HollyRod Autism Champion : Chase Coleman
  - Prix HollyRod Corporate Compassion : Sesame Workshop

### 2018
Cette soirée de gala a été organisée dans une résidence privée de Malibu le 14 juillet 2018.
- Couturier : Pamella Roland
- Concert : Morris Day and The Time
- Lauréats :
  - Prix HollyRod Humanitarian : Earvin Johnson
  - Prix Matthew T. Robinson, Jr. of Courage : Jesse Jackson
  - Prix HollyRod Corporate Compassion : Microsoft
  - Prix HollyRod Champion : Stephen Wiltshire
  - Prix Karen E. Smith, Angel on a Path : Lisa Ackerman

### 2019
Le 21e DesignCare s’est tenu le samedi 27 juillet 2019 au Saddlerock Ranch à Malibu.
- Concert : Cameo et Kodi Lee
- Lauréats :
  - Prix HollyRod Humanitarian : Eva Longoria
  - Prix Angel of the Path : Areva Martin
  - Prix Matthew T. Robinson, Jr. : Jimmy Choi
  - Prix HollyRod Hero : Kalin Bennett
  - Prix HollyRod Autism : Kodi Lee
  - Prix HollyRod Corporate Compassion : Cigna[14]

### 2022
Le gala est organisé le 18 juin 2022 à Los Angeles au RJ's Place Vocational and Family Support Services Center, mettant Taraji P. Henson à l’honneur.
- Musique : DJ Black Ice
- Couturier : Sergio Hudson
- Concert : Stephanie Mills[16]

### 2023
L’édition 2023 est aussi l’occasion de fêter les 25 ans de la fondation. Elle s’est tenue le 15 juillet 2023 à Los Angeles (quartier Florence-Graham) dans la salle de réception The Beehive.
- Musique : D-Nice (en)
- Couturier : Sergio Hudson
- Concert : Robin Thicke
- Lauréats :
  - Prix Jacqueline Davant : Naomi Campbell (récupéré par Kimora Lee)
  - Prix Muhammad Ali Trailblazer : Nicole Ari Parker et Boris Kodjoe